# Kožozero
Il Kožozero (in russo Кожозеро?) è un lago d'acqua dolce della Russia europea, appartiene al bacino dell'Onega. Si trova nel rajon Onežskij dell'Oblast' di Arcangelo.

## Descrizione
Il lago, di forma allungata e curva, ha un'area di 97,4 km² e si trova ad un'altitudine di 117 m sul livello del mare. A nord un piccolo canale lo collega al piccolo lago Vingozero. Sfociano nel Kožozero il fiume Nikodimka a nord-ovest, a ovest il Podlomka e il Tura a sud. Ci sono diverse isole sul lago. Emissario è il fiume Koža (affluente dell'Onega) che fluisce da nord. A est del Kožozero si trova un altro piccolo lago: il Kurusskoe.
Sulle rive del lago si trova il monastero ortodosso dell'Epifania Kožeozerskij (Богоявленский Кожеезерский монастырь).

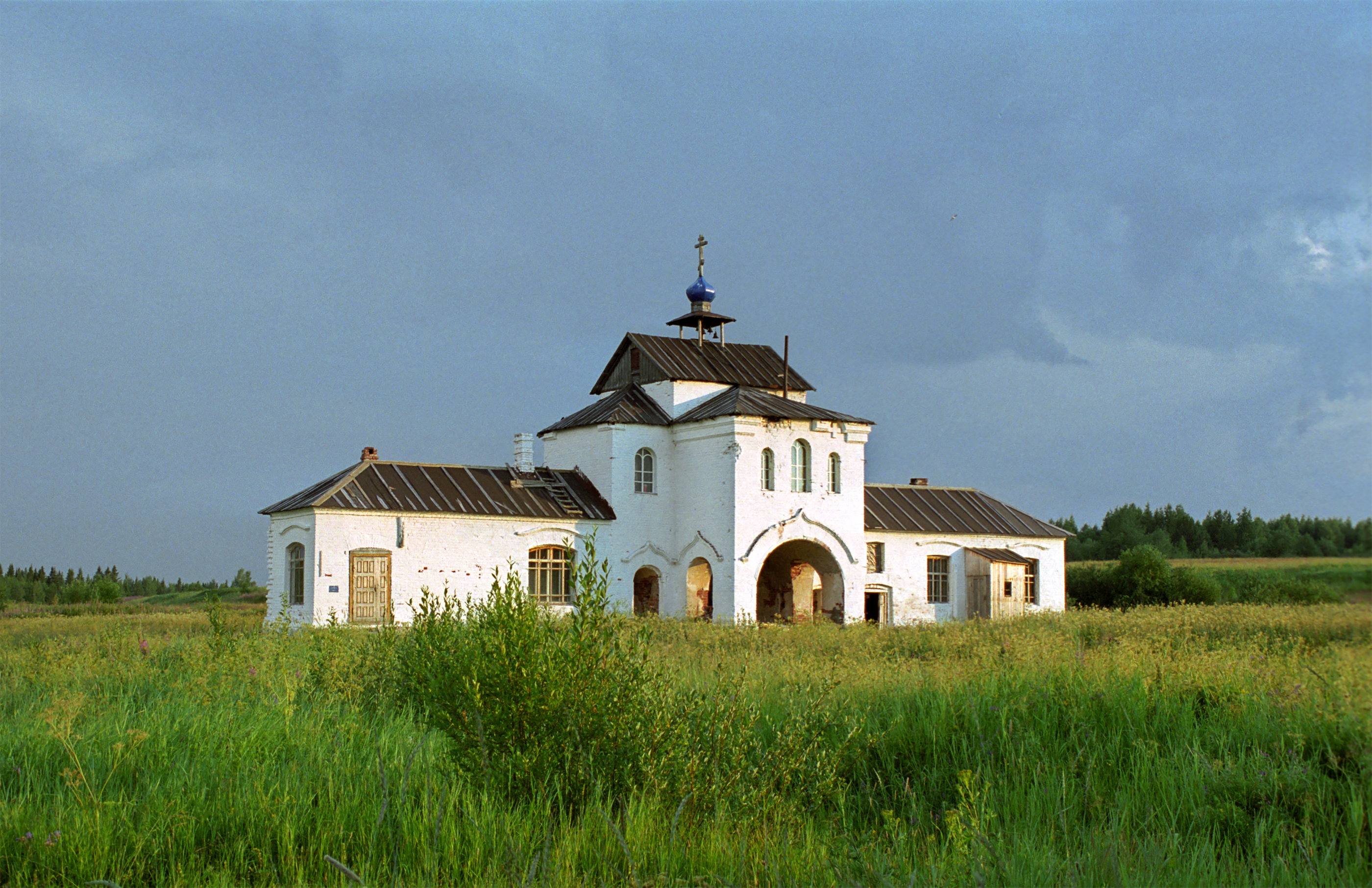
Il monastero dell'Epifania Kožeozerskij